# Костюков Костянтин Едуардович
Костянти́н Едуа́рдович Костюко́в (нар. 26 квітня 1967, Київ) — сербський артист балету і балетмейстер українського походження. Директор балету Національного театру Сербії в Белграді. Лауреат Премії імені А. Ф. Шекери у галузі хореографічного мистецтва (2003).

## Життєпис
1985 — закінчив Київське державне хореографічне училище.
1985—1992 — артист балету Національної опери України ім. Т. Г. Шевченка.
«Виконавський стиль позначається академізмом, пластичною виразністю, поетичною наповненістю.»
Виступав в Англії, Італії, Німеччині, Франції, Швейцарії, Японії, Хорватії та інших країнах світу.
Від 1992 — артист балету і згодом балетмейстер, директор балетної трупи Белградської опери (Сербія).
2003 року удостоєний престижної української Премії імені А. Ф. Шекери у галузі хореографічного мистецтва.

## Партії

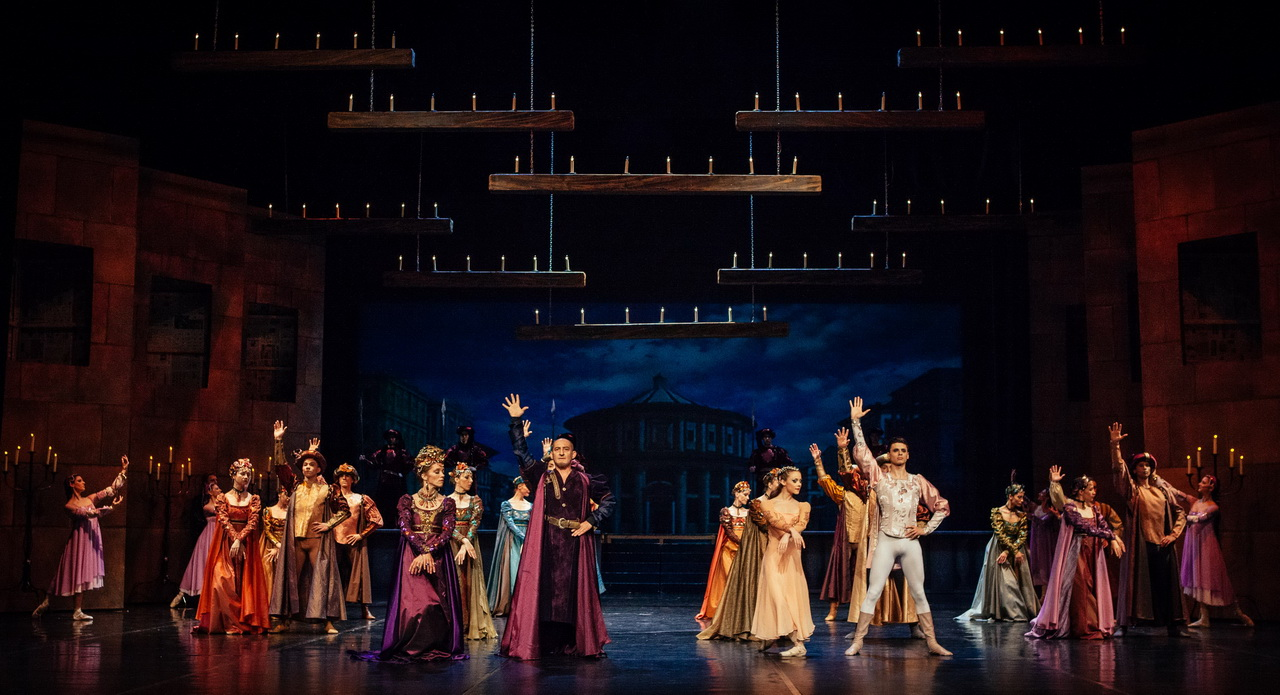
«Ромео і Джульєтта», балет Сергія Прокоф'єва за мотивами п'єси Вільяма Шекспіра «Ромео і Джульєтта»; хореографія та режисура Костянтин Костюков; Балет Сербського національного театру, Нові-Сад, 2013/14, ансамбль

- Зігфрід
- Дезіре
- Принц («Лускунчик»)
- Альберт
- Базиль
- Спартак
- Ромео
- Принц («Попелюшка»)
- Юнак («Болеро»)